# Stadio delle Alpi
Ne doit pas être confondu avec Stade des Alpes.
Le Stadio delle Alpi (en français : stade des Alpes) était un stade situé à Turin en Italie. Sa démolition a été achevée en 2009.
De 1990 à 2006, il fut le domicile des deux grands clubs de football de la ville, la Juventus FC et le Torino FC. Il comptait 69 295 (69 041 + 254 pour la presse) places assises sur trois niveaux, pour une hauteur de champ de 33 mètres. Cependant, à la suite des recommandations de la FIFA, la capacité fut réduite à 67 229 places. 90 % des sièges étaient couverts.

## Histoire
Le Stadio Delle Alpi était un projet du Studio Hutter pour la Coupe du monde de football de 1990. Le stade a appartenu à la ville de Turin jusqu'en juin 2003, moment où la Juventus a signé un bail emphytéotique de 25 millions d'euros portant sur 99 années. Dès lors, l'autre grand club de la ville, le Torino FC, fut contraint de verser un loyer à son rival local. En 2006, le Torino FC emménage dans le Stadio Comunale, tout juste rénové. La Juventus devient donc l'unique club résident du Stadio delle Alpi.

### Reconstruction
Le nouveau stade, le Juventus Stadium, d'une capacité de 41 000 places, a été inauguré le 8 septembre 2011 lors d'un match amical contre Notts County.
Ce nouveau stade « à l’anglaise » permet d’améliorer de façon considérable la visibilité des spectateurs, notamment grâce à la suppression de la piste d’athlétisme qui permet au public de n’être qu’à quelques mètres du terrain de jeu.
Le Juventus Stadium a également une particularité unique dans le monde : il s'agit du premier "éco-stade". Il a en effet été construit avec des matériaux peu coûteux, et en grande partie récupérés de la démolition du Stadio Delle Alpi.

## Événements
- Coupe du monde de football de 1990
- Concert de Madonna (Blond Ambition Tour), 13 juillet 1990
- Finale de la Coupe UEFA 1991-1992, 29 avril 1992 (matchs aller retour, et Torino finaliste)
- Finale de la Coupe UEFA 1992-1993, 19 mai 1993 (matchs aller retour, et Juventus finaliste)
- Concert de Pink Floyd, 13 septembre 1994
- Concert de U2, 21 juillet 2001
- Concert de The Police, 2 octobre 2007
- Concerts de Vasco Rossi, 4 et 5 octobre 2008

## Galerie

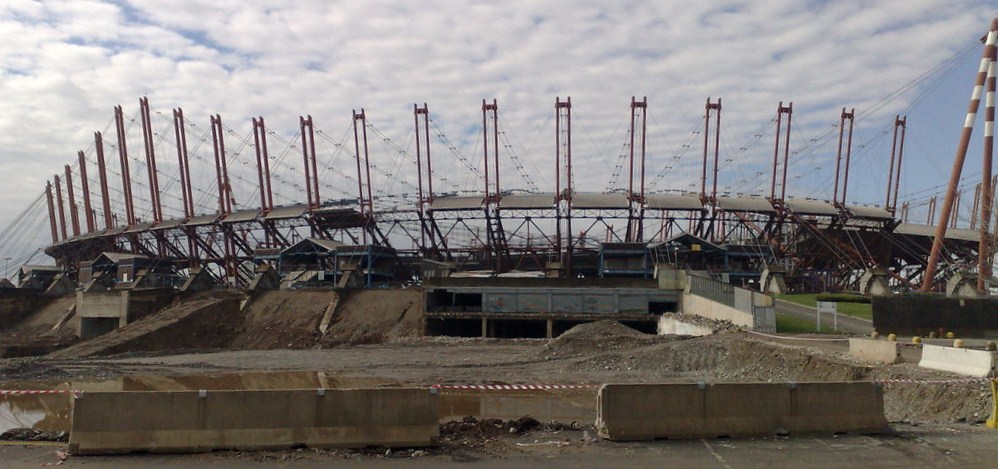
L'extérieur du stade en 2008
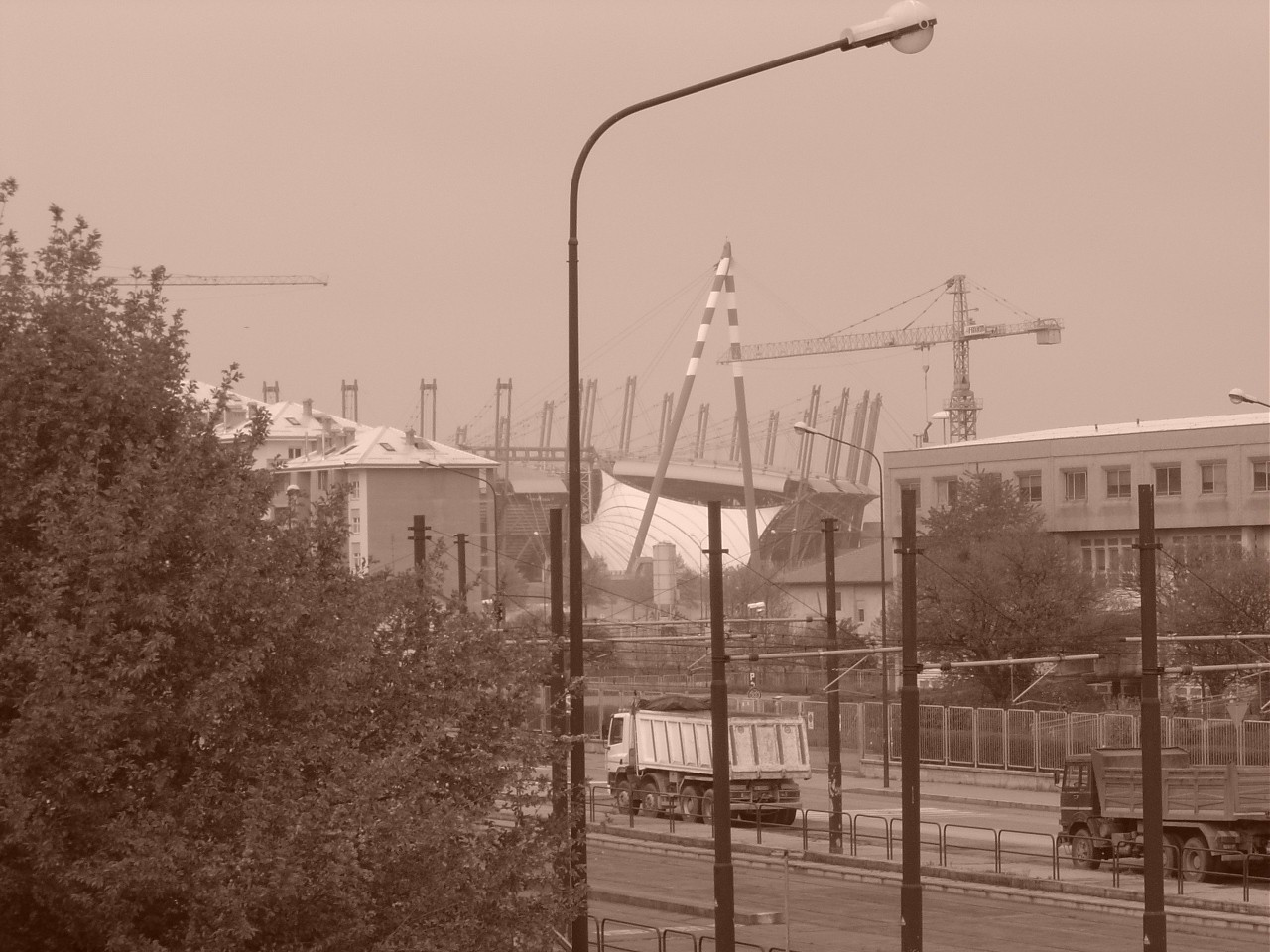
Le stade vu de loin depuis le Corso Molise à Turin.